# Diocèse de Forlì-Bertinoro
Le diocèse de Forlì-Bertinoro (en latin : Dioecesis Foroliviensis-Brittinoriensis ; en italien : Diocesi di Forlì-Bertinoro) est un diocèse de l'Église catholique en Italie, suffragant de l'archidiocèse de Ravenne-Cervia et appartenant à la région ecclésiastique d'Émilie-Romagne.

## Territoire
Il est situé dans la province de Forlì-Cesena, le reste de cette province étant dans les diocèses de Faenza-Modigliana et de Cesena-Sarsina et dans l'archidiocèse de Ravenne-Cervia. Il possède les fraziones de Coccolia, Ducenta, Durazzano, Filetto, Longana, Roncalceci, San Pietro in Trento et San Pietro in Vincoli de la commune de Ravenne et les fraziones de Chiesuola et San Pancrazio de la commune de Russi situées dans la province de Ravenne.
Son territoire couvre 1 182 km2 divisé en 128 paroisses regroupées en 10 archidiaconés. L'évêché est à Forlì avec la cathédrale de la sainte Croix où se vénère l'image de la Vierge du Feu. La même ville a deux basiliques mineures : la basilique Saint Pérégrin (it) qui garde le corps de saint Pérégrin Laziosi et l'abbaye Saint-Mercurial (it) et le sanctuaire de la Vierge de la blessure. À Forlimpopoli, se trouve la basilique de Saint Ruffile (it).

## Histoire

### Diocèse de Forlì
La tradition donne saint Mercurial comme premier évêque mais la critique historique moderne situe la création du diocèse IVe siècle environ. Bien que la tradition et les historiens locaux aient répertorié une longue série d'évêques des premiers siècles, le premier prélat historiquement documenté et certain de Forlì est Crescente, qui a vécu au milieu du VIIe siècle. Dès ses débuts, le diocèse de Forlì est suffragant de l'archidiocèse de Ravenne.
Au Moyen Âge, le chapitre a le droit d'élire l'évêque mais cette prérogative est ensuite perdue. Toujours en 1433, le chapitre de la cathédrale, en accord avec les principaux citoyens, veulent décider de l'élection de l'évêque, Guglielmo Bevilacqua, contrairement à la volonté du pape Eugène IV. En 1428, un incendie détruit complètement une école à Forlì, ne laissant qu'une effigie en papier de la Vierge qui est intacte, et depuis lors vénérée par les habitants de Forlì sous le titre de Vierge du Feu (Madonna del Fuoco). Au même siècle, un autre événement miraculeux est enregistré à Forlì concernant une autre image de la Vierge, qui frappée par un poignard, aurait versé du sang de la plaie, provoquant la dévotion de la Vierge de la blessure (Madonna della ferita).
Au milieu du XVIIe siècle, le séminaire de Forlì est créé par l'évêque Giacomo Teodolo. Le 7 juillet 1850, il cède une partie de son territoire au profit de l'érection du diocèse de Modigliana (aujourd'hui diocèse de Faenza-Modigliana). Le 7 octobre 1975, les paroisses de la Valle del Bidente sont intégrées dans le diocèse de Forlì jusque-là incluses dans le diocèse de Sansepolcro (aujourd'hui diocèse d'Arezzo-Cortone-Sansepolcro).

### Diocèse de Forlimpopoli puis Bertinoro
Le diocèse de Forlimpopoli est probablement érigé au Ve siècle et suffragant de l'archidiocèse de Ravenne. Les origines du diocèse de Forum Popili sont liées au culte de saint Ruffile, unanimement considéré comme proto-évêque de la ville. Dans la reconstitution historique de la chronologie des évêques, au fil des siècles, de nombreux noms fallacieux sont ajoutés à la liste, qui n'ont pas modifiés depuis les études de Lanzoni (it). Selon la récente chronologie rapportée par Cappelletti, les évêques Grato, Sabino, Asello, Fortunato, Mailoco, Stefano, Magno, Anfriso et Agilulfo devraient être supprimés.
Les vicissitudes du diocèse sont étroitement liées à celles de la ville, impliquées dans divers affrontements, à commencer par les invasions byzantines et lombardes du VIIe siècle et l'invasion de Frédéric Barberousse au XIIe siècle. En 1360, Forlimpopoli est détruit par le cardinal Gil Álvarez Carrillo de Albornoz, et le siège du diocèse est transféré à Bertinoro. Le premier évêque de Bertinoro est le français Robert Boyssel, évêque de Forlimpopoli depuis 1359. Prenant le titre de nouveau diocèse, il hérite des droits du diocèse du Forlimpopoli pour lui-même et ses successeurs. En 1393, les chroniques enregistrent un fait miraculeux : une croix bleue apparaît sur les fonts baptismaux pendant onze jours devant tout le monde. Dans la seconde moitié du XVIe siècle, l'évêque Giovanni Andrea Caligari reconstruit la cathédrale Bertinoro et quitte le siège d'origine pour s'installer dans la forteresse que lui a donnée le pape Clément VIII. Les fonts baptismaux sont transférés dans la nouvelle cathédrale.
En 1803, le gouvernement français supprime le siège de Bertinoro, le confiant temporairement à l'archevêque de Ravenne en qualité de métropolite. En 1817, le diocèse de Bertinoro est restauré mais se trouve dans une situation économique misérable car de nombreux biens ecclésiastiques avaient été vendus. Le 28 août 1824, par la bulle Dominici gregis du pape Léon XII, le siège de Bertinoro est uni à celui de Sarsina. L'union avec Sarsina, particulièrement problématique en raison de la difficulté de communication entre les deux sièges, est révoquée vers 1872, lorsque le diocèse de Sarsina retrouve son propre évêque. Le 7 juillet 1850, il cède une partie du territoire au profit de l'érection du diocèse de Modigliana (aujourd'hui diocèse de Faenza-Modigliana).

### Diocèse de Forlì-Bertinoro
Le 9 juin 1976, Giovanni Proni, évêque de Bertinoro et coadjuteur de Paolo Babini à Forlì, succède à Babini au siège de Forlì, unissant ainsi les deux diocèses in persona episcopi. Le 30 septembre 1986, en vertu du décret Instantibus votis de la congrégation des évêques, l'union plénière des deux diocèses est établie et la nouvelle circonscription ecclésiastique prend son nom actuel.

## Sources
- http://www.catholic-hierarchy.org